# نسبت موج ساکن

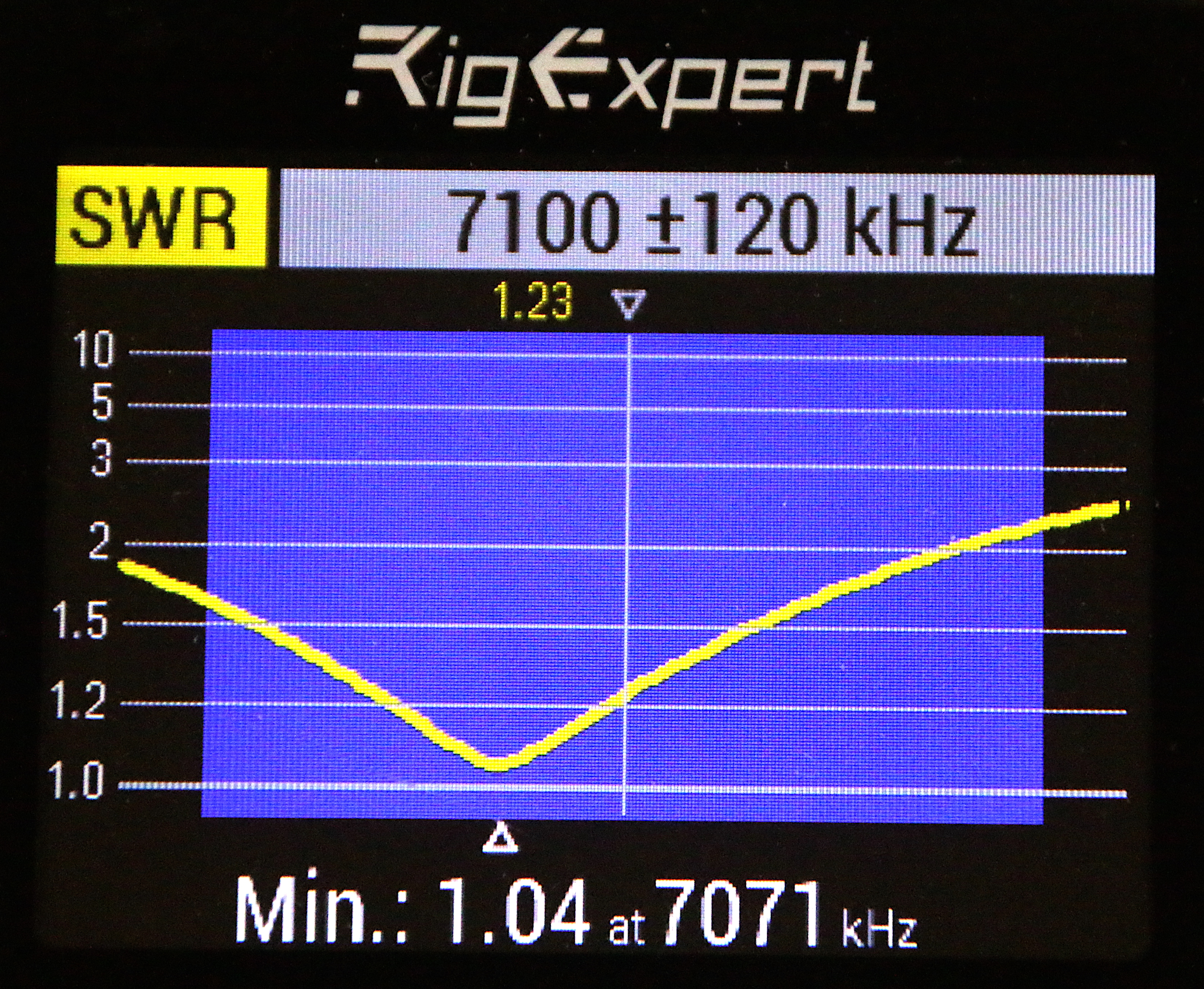
نمایی از «نسبت موج ساکن» یک آنتن عمودی HB9XBG برای باند ۴۰ متری، به عنوان تابعی از فرکانس

نسبت موج ساکن یا نسبت موج ایستاده (به انگلیسی: standing wave ratio) (اختصاری SWR) به نسبت دامنهٔ شکم یک موج ایستاده به دامنهٔ گره آن موج گفته می‌شود.
به نسبت موج ساکن ولتاژ در یک محیط انتقال الکتریکی VSWR می‌گویند. به حاصل جذر نسبت موج ساکن ولتاژ، نسبت موج ساکن توان (PSWR) گفته می‌شود. علت کاربردی‌بودن این نسبت این است که ابزارهای اندازه‌گیری معمول، نسبت به ریشهٔ دوم ولتاژ حساس هستند. از آنجایی که توان با ریشهٔ دوم ولتاژ متناسب است، به نسبتی که از این روش به دست می‌آید، نسبت موج ساکن توان گفته می‌شود. با این وجود باید توجه داشت که توان در طول خط انتقال حالت موج ساکن ندارد.
به طور مشابه نسبت کمینهٔ موج ساکن جریان به بیشینهٔ آن، نسبت موج ساکن جریان یا ISWR است.
نسبت موج ساکن در طول خطوط انتقال، مشخص می‌کند که امپدانس خط تا چه حد با امپدانس باری که به آن متصل است مطابقت دارد. تطبیق امپدانس معیار میزان انتقال توان است. اگر انتهای خط به عنصری تماماً بازتاب‌دهنده متصل باشد، یا اینکه اتصال‌کوتاه باشد، آنگاه موج برگشت با موج رفت برابر خواهد بود و نسبت موج ساکن ولتاژ خط بی‌نهایت به دست می‌آید. اما اگر خط را یکدست و طول آن را بی‌نهایت در نظر بگیریم (خط بدون بازتاب یا کاملاً تطبیق‌داده‌شده)، نسبت موج ساکن ۱ خواهد شد. در حالت اول ضریب موج بازتاب ۱ است و نقاط کمینهٔ موج ساکنی که حاصل می‌شود صفر خواهند شد. اما در حالت دوم، ضریب موج بازتاب صفر است و ولتاژ در همهٔ نقاط خط انتقال برابر خواهد بود و موج ساکنی شکل نمی‌گیرد.
به طور کلی و برای سایر حالت‌ها که خط به یک مقاومت یا عنصر ترکیبی منتهی می‌شود، {\textstyle 1\leq SWR\leq \infty } خواهد بود.